# Lančić
Lančić is een plaats in de gemeente Ivanec in de Kroatische provincie Varaždin. De plaats telt 322 inwoners (2001).